# ريتشارد لينسكي
ريتشارد لينسكي (بالإنجليزية: Richard E. Lenski)‏ (ولد في 13 أغسطس 1956) عالم الأحياء التطوري الأمريكي، أشتهر بتجربة تطور الإشريكية القولونية طويلة الأمد والتي استمرت لغاية 25 سنة، كما أشتهر أيضاً بعمله المتعلق بالكائنات الرقمية باستخدام برنامج المحاكاة أفيدا.

## النشأة
والد ريتشارد لينسكي هو عالم الاجتماع جيرهارد لينسكي ووالدته هي الشاعرة جان لينسكي. حصل على درجة البكالوريوس من كلية أوبرلين في عام 1976، وعلى درجة الدكتوراه من جامعة نورث كارولينا في عام 1982.

## حياته المهنية
فاز لينسكي بزمالة غوغنهايم في عام 1992 وزمالة ماك أرثر عام 1996، وفي عام 2006 أنتخب لالأكاديمية الوطنية للعلوم. [بحاجة لمصدر]
يحمل لينسكي درجة الزمالة في الأكاديمية الأمريكية لعلم الأحياء الدقيقة والأكاديمية الأمريكية للفنون والعلوم ويحمل منصب أستاذ متميز في علم الأحياء الدقيقة البيئي في جامعة ولاية ميشيغان.[بحاجة لمصدر] لدى لينسكي عدد إيردوس من 3، بعد ان شارك في تأليف منشور مع عالم رياضيات وعالم الأحياء الحاسوبي، كل واحد منهما لدية عدد إيردوس من 2.
في 17 فبراير عام 2010 شارك لينسكي في تأسيس مركز إن اس إف (NSF) للعلوم والتكنولوجيا لدراسة التطور في حالة العمل، يعرف هذا المركز باسم مركز بيكون.[بحاجة لمصدر] في أغسطس 2013، وبعد أن تأثر لينسكي من العرض الذي قدمه تيتوس بروان عن دور وسائل التواصل الإلكترونية في العلم، بدأ لينسكي بالتدوين في Telliamed Revisited وبالتغريد في تويتر تحت اسم @RELenski.

### تجربة تطور الإشريكية القولونية طويلة الأمد

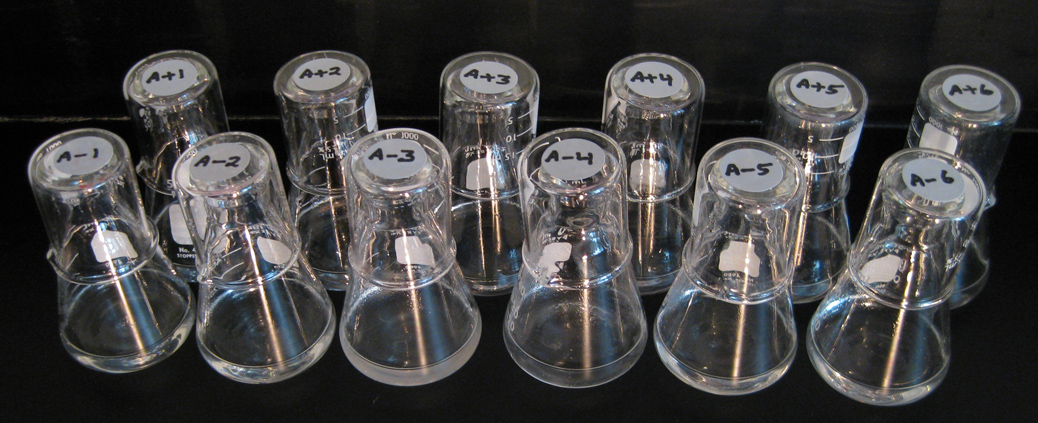
اثنا عشر فصيل من البكتيريا الإشريكية
القولونية وذلك في يونيو 25, 2008

تجربة تطور الإشريكية القولونية طويلة الأمد هي دراسة تجرى حالياً في التطور التجريبي بقيادة ريتشارد لينسكي والتي ترصد التغيرات الجينية في 12 فصيل متطابق في البداية للبكتيريا الإشريكية القولونية اللاجنسية منذ 24 فبراير 1988. في فبراير 2010، وصل تعداد البكتيريا إلى 50000 جيل.
منذ بداية التجربة، ذكر لينسكي وزملاؤه في العمل ان هناك مجموعة واسعة من التغيرات الجينية. حدثت بعض التكييفات التطورية في جميع الفصائل 12، في حين أن هناك بعض التكييفات لم تظهر إلا في فصيل واحد أو عدد قليل من الفصائل. هناك تكيف ملفت للنظر بشكل خاص والذي يختص بتطور سلاسل كولاي التي كانت قادرة على استخدام حمض الليمون كمصدر للكربون في البيئة الهوائية.